# Ernest Blythe
Ernest Blythe (irisch Earnán de Blaghd) (* 13. April 1889; † 23. Februar 1975) war ein irischer Politiker der Cumann na nGaedheal, Vizepräsident des Exekutivrates sowie mehrfach Minister.

## Biografie
Blythe wurde bereits am 17. Juni 1919 von Éamon de Valera, dem Präsidenten des Dáil Éireann, zum Minister für Gewerbe und Handel ernannt und übte dieses Amt auch unter dem Vorsitzenden der Provisorischen Regierung Michael Collins bis zum 9. September 1922 aus. Zugleich war er von Juli bis September 1922 amtierender Minister für Wirtschaftsangelegenheiten.
Nach dem Tode von Collins war er unter dessen Nachfolger William Thomas Cosgrave zunächst vom 30. August 1922 bis zum 15. Oktober 1923 Minister für lokale Verwaltung.
Nachdem Cosgrave am 6. Dezember 1922 Präsident der Exekutivrates wurde er zusätzlich am 21. September 1923 Finanzminister, ein Amt, das er bis zum 9. März 1932 innehatte. Cosgrave berief ihn am 4. Juli 1927 zusätzlich zum Vizepräsidenten des Exekutivrates, ein Amt, welches dem heutigen stellvertretenden Ministerpräsidenten (Tánaiste) entspricht. Darüber hinaus wurde er am 12. Oktober 1927 auch noch Minister für Post und Telegraphie.
Nach dem Machtverlust seiner Cumann na nGaedheal an die von de Valera geführte Fianna Fáil schied er am 9. März 1932 aus der Regierung aus.